# Brunryggig blomsterpickare
Brunryggig blomsterpickare (Pachyglossa everetti) är en fågel i familjen blomsterpickare inom ordningen tättingar.

## Utseende
Brunryggig blomsterpickare är en mycket liten tätting med en kroppslängd på endast 10 cm. För att vara en blomsterpickare är den relativt färglös, med ljusa ögon och kraftig näbb. Nominatformen är olivbrun på ovansidan och det mesta av huvudet, med mörkare stjärt och grönaktiga kanter på armpennrna. Undersidan är gråbrun, med vitt på strupen, bröstmitt och buk. Ögonfärgen varierar från vitaktig till ljusgul eller orange. Näbben är grå eller mörkbrun, eller grå på övre näbbhalvan och brun på den undre med en gulaktig fläck. Benen är grå eller mörkbruna. Fåglar på norra Natunaöarna (bungurense, se nedan) är tydlig streckad på undersidan.

## Utbredning och systematik
Brunryggig blomsterpickare förekommer i Sydostasien, huvudsakligen på Malackahalvön och norra Borneo. Clements et al delar in arten i två underarter med följande utbredning:
- Pachyglossa everetti everetti – förekommer på södra Malackahalvön, Kepulauan Riau, norra Borneo och Labuan Island
- Pachyglossa everetti bungurense – förekommer i norra Natunaöarna

International Ornithological Congress (IOC) behandlar den istället som monotypisk, det vill säga att den inte delas in i några underarter. Taxonet bungurense anses istället möjligen tillhöra artkomplexet kring tjocknäbbad blomsterpickare alternativt vara en felbestämd individ eller ett otydligt taxon.

### Släktestillhörighet
Arten placerades tidigare i släktet Dicaeum. DNA-studier visar att den tillhör en klad som står närmare släktet Prionochilus än typarten för Dicaeum.

## Status
Brunryggig blomsterpickare tros minska relativt kraftigt i antal på grund av habitatförstörelse. Internationella naturvårdsunionen IUCN listar därför arten som nära hotad.

## Namn
Fågelns vetenskapliga artnamn hedrar Alfred Hart Everett (1848-1898), engelsk administratör i Sarawak 1872-1890, naturforskare och samlare av specimen i Filippinerna och Ostindien.